# Colin Farrell
Colin James Farrell (Dublin, 31 de maio de 1976) é um ator irlandês. Um protagonista em sucessos de bilheteria e filmes independentes desde os anos 2000, ele recebeu vários prêmios, incluindo três Globos de Ouro e uma indicação ao Oscar. O The Irish Times o nomeou o quinto maior ator de cinema da Irlanda em 2020, e a revista Time o nomeou uma das 100 pessoas mais influentes do mundo em 2023. Estrelou filmes como Minority Report, Alexandre, Miami Vice, O Novo Mundo e Fantastic Beasts and Where to Find Them, S.W.A.T.. Em 2009 venceu o Globo de Ouro de Melhor Ator em Comédia ou Musical pelo seu papel de Ray no filme In Bruges.

## Primeiros anos
Colin James Farrell é filho do jogador de futebol Eamon Farrell e o nome de sua mãe é Rita. É o mais novo de quatro irmãos – Eamon Farrell Jr., Catherine e Claudine, esta última sua assistente pessoal.
Quando Colin tinha 10 anos, a sua família mudou-se para Castleknock, um subúrbio de Dublin. Colin estudou na St. Brigid's National School e no Gormanston College, um colégio particular católico em County Meath. Enquanto frequentava este colégio, Colin fez uma audição para a boysband Boyzone, mas foi rejeitado.
Colin decidiu que queria ser ator quando viu o filme E.T. e ficou em lágrimas com o desempenho de Henry Thomas. O seu irmão encorajou-o a seguir essa área e ele estudou arte dramática na Gaiety School of Drama em Dublin. Ele desistiu do curso quando conseguiu um papel na série da BBC Ballykissangel (1998). Nos anos seguintes participou na minisérie de Deirdre Purcell Falling for a Dancer (1998), além do papel principal no debut de Tim Roth como diretor, The War Zone (1999).

## Carreira
Colin Farrell começou a chamar atenção em Hollywood quando estrelou no filme Tigerland (2000) de Joel Schumacher, a história de soldados americanos levados a região de matas afastadas na Louisiana em 1971 para jogar jogos de guerra em preparação para a sua primeira viagem de serviço. Ele ganhou o prêmio de melhor ator da Sociedade de Críticos de Filmes de Boston (Boston Society of Film Critics) por sua atuação como "Bozz", um recruta texano desordeiro que ajuda seus companheiros a escapar do combate no Vietnã. Colin também estelou ao lado de Kevin Spacey no filme Ordinary Decent Criminal (2000) de Thaddeus O'Sullivan. Foi Spacey quem o indicou para o papel depois de se surpreender com a performance de Collin na peça In a Little World of Our Own no Donmar Warehouse em Londres.
Em 2001, Farrell interpretou o papel de Jesse James em American Outlaws. O ator depois protagonizou o filme Phone Booth (2002), que o uniu novamente ao diretor Schumacher. Também co-estrelou com Bruce Willis em Hart's War (2001) que foi filmado em locação em Praga. Ao longo do tempo Colin trabalhou com diretores como Steven Spielberg em Minority Report (2002).
Em 2004, Colin protagonizou Alexander, um épico dirigido por Oliver Stone que atraiu grande atenção por parte dos media por ter rendido bastante menos dinheiro e aclamação do que o estúdio esperava. Este lançou o filme com uma grande campanha de marketing em dezembro de 2004, em plena época de consideração de filmes para os Óscares, no entanto Alexander recebeu críticas devastadoras (atualmente tem uma classificação de apenas 17% no site Rotten Tomatoes) que acabaram por prejudicar as vendas de bilhetes. O filme acabou por cobrir por pouco o seu orçamento de 155 milhões de dólares com uma receita global de 167 milhões de dólares. Nos anos seguintes, a carreira de Colin sofreu com este falhanço e, com a exceção de Miami Vice, que protagonizou com Jamie Foxx, e The New World, dirigido por Terrence Malick, os seus filmes tiveram receitas de bilheteira relativamente baixas.

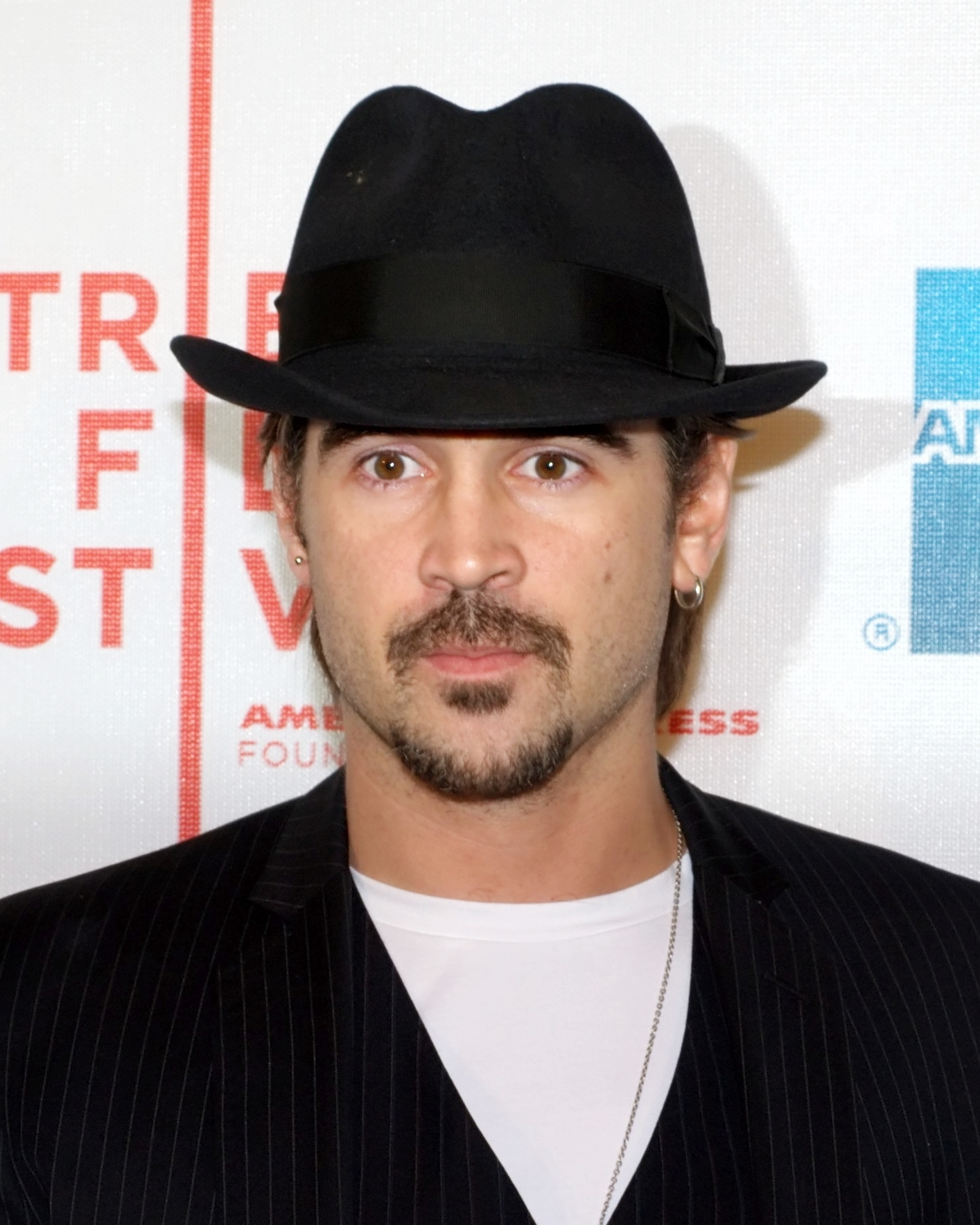
Colin Farrell em 2010

Só em 2009, com o filme In Bruges, é que Colin Farrell conseguiu reavivar a carreira. Este filme independente de crime, comédia e drama segue a história de dois assassinos que se vêm obrigados a permanecer na cidade de Bruges à espera de ordens do seu patrão impiedoso depois de um trabalho ter corrido mal. O seu papel de Ray valeu-lhe um Globo de Ouro na categoria de Melhor Ator numa Comédia ou Musical em 2010. Ainda em 2010, Colin foi um dos atores a terminar o trabalho de Heath Ledger no filme The Imaginarium of Doctor Parnassus de Terry Gilliam e foi um dos protagonistas de Crazy Heart, um filme independente que tem como base a música country e que foi bastante bem recebido pela crítica, vencendo dois Óscares no ano seguinte.
Em 2010, Colin foi um dos protagonistas de The Way Back, um filme que segue a viagem de mais de 6000 quilómetros de um grupo que foge de um gulag na Sibéria. O filme recebeu críticas bastante positivas e foi nomeado para um Óscar.
No ano seguinte, Colin interpretou um dos patrões na comédia Horrible Bosses, sendo os restantes patrões interpretados por Kevin Spacey e Jennifer Aniston. O filme, protagonizado por Jason Bateman, Jason Sudeikis e Charlie Day teve críticas positivas e foi um dos grandes sucessos de 2011 com uma receita total de quase 210 milhões de dólares com um orçamento de 35 milhões. No mesmo ano, foi um dos protagonistas de Fright Night, um remake do filme de terror com o mesmo nome de 1985. Este filme também foi um sucesso de bilheteira e teve críticas positivas. No ano seguinte, Colin voltou a protagonizar um remake, mas com piores resultados. Total Recall foi recebido com críticas maioritariamente negativas e só conseguiu recuperar o seu orçamento de 125 milhões de euros graças ás receitas internacionais. No entanto, este não foi o filme com piores críticas que Colin protagonizou em anos recentes. Em 2014, o filme Winter's Tale, uma adaptação do famoso livro infantil com o mesmo nome, tornou-se no pior recebido da sua carreira com uma pontuação de apenas 13% no site Rotten Tomatoes. Foi também o seu maior falhanço a nível comercial, tendo conseguido uma receita de apenas 30 milhões de dólares a nível mundial, metade do seu orçamento de 60 milhões.
Apesar de não conseguir o sucesso comercial do início da sua carreira, Colin Farrell conseguiu o respeito do público com a sua participação em filmes bastante bem recebidos pela crítica como é o caso de Seven Psychopaths (2012), Saving Mr Banks (2013) e The Lobster (2015). Este último valeu-lhe a sua segunda nomeação para os Globos de Ouro. Ainda em 2016, Colin foi um dos protagonistas de Fantastic Beasts and Where to Find Them, um spin-off da série Harry Potter onde interpreta o vilão Percival Graves.
Em 2019 interpretou a personagem Holt no filme "Dumbo" da Disney

## Vida pessoal
Polêmica foi gerada quando um vídeo de 13 minutos e 17 segundos caseiro de Colin, gravado em 2003, vazou na internet. No vídeo, ele aparece em nu frontal, praticando sexo explícito com a então namorada Nicole Narain. O ator processou Nicole, em julho de 2005, que teria vendido este vídeo. Ela foi miss da Playboy em janeiro de 2002.

## Filmografia

### Filmes
| Ano  | Título                                  | Personagem                              |
| ---- | --------------------------------------- | --------------------------------------- |
| 1999 | The War Zone                            | Nick                                    |
| 2000 | Tigerland                               | Pvt. Roland Bozz                        |
| 2000 | Ordinary Decent Criminal                | Alec                                    |
| 2001 | American Outlaws                        | Jesse James                             |
| 2001 | Hart's War                              | Lt. Thomas W. Hart                      |
| 2002 | Phone Booth                             | Stuart Shepard                          |
| 2002 | Minority Report                         | Danny Witwer, agente do FBI             |
| 2003 | Veronica Guerin                         | Rapaz tatuado                           |
| 2003 | Intermission                            | Lehiff                                  |
| 2003 | S.W.A.T.                                | Jim Street, comando do SWAT             |
| 2003 | The Recruit                             | James Douglas Clayton, recruta da CIA   |
| 2003 | Daredevil                               | Ben Poindexter / Bullseye               |
| 2004 | Alexander                               | Alexandre, o Grande                     |
| 2004 | A Home at the End of the World          | Bobby Morrow (1982)                     |
| 2005 | The New World                           | Capitão John Smith                      |
| 2006 | Miami Vice                              | Detective James 'Sonny' Crockett        |
| 2006 | Ask the Dust                            | Arturo Bandini                          |
| 2007 | Cassandra's Dream                       | Terry                                   |
| 2008 | In Bruges                               | Ray                                     |
| 2008 | Pride and Glory                         | Jimmy Egan                              |
| 2009 | The Imaginarium of Doctor Parnassus     | Tony                                    |
| 2009 | Triage                                  | Mark Walsh                              |
| 2009 | Crazy Heart                             | Tommy Sweet                             |
| 2009 | Ondine                                  | Syracuse                                |
| 2010 | The Way Back                            | Valka                                   |
| 2010 | London Boulevard                        | Mitchell                                |
| 2011 | Horrible Bosses                         | Bobby Pellitt                           |
| 2011 | Fright Night                            | Jerry Dandridge                         |
| 2012 | Total Recall                            | Douglas Quaid/Hauser                    |
| 2013 | Seven Psychopaths                       | Marty Faranan                           |
| 2013 | Saving Mr. Banks                        | Travers Goff                            |
| 2013 | Dead Man Down (br: Sem Perdão)          | Victor                                  |
| 2014 | Winter's Tale (br: Um Conto do Destino) | Peter Lake                              |
| 2015 | The Lobster                             | David                                   |
| 2016 | Fantastic Beasts and Where to Find Them | Percival Graves                         |
| 2016 | Solace                                  | Charles Ambrose                         |
| 2017 | The Beguiled                            | John McBurney                           |
| 2017 | Roman J. Israel                         | George Pierce                           |
| 2017 | The Killing of a Sacred Deer            | Steven Murphy                           |
| 2018 | Widows                                  | Jack Mulligan                           |
| 2019 | Dumbo                                   | Holt Farrier                            |
| 2020 | Artemis Fowl                            | Artemis Fowl I                          |
| 2022 | The Batman                              | Oswald Chesterfield Cobblepot / Penguin |
| 2022 | Thirteen Lives                          | John Volanthen                          |
| 2022 | The Banshees of Inisherin               | Pádraic Súilleabháin                    |

### Televisão
| Ano       | Título         | Personagem                              | Observações               |
| --------- | -------------- | --------------------------------------- | ------------------------- |
| 1998-1999 | Ballykissangel | Danny Byrne                             |                           |
| 2005      | Scrubs         | Billy Callaghan                         | 4ª temporada, episódio 14 |
| 2015      | True Detective | Ray Velcoro                             | 2ª Temporada              |
| 2024      | The Penguin    | Oswald Chesterfield Cobblepot / Penguin |                           |

## Prémios

### Atribuídos
- Boston Society of Film Critics Awards: Melhor Actor por Tigerland em 2000.
- London Critics Circle Film Awards: Melhor Revelação do Ano por Tigerland em 2002.
- Shanghai International Film Festival: Melhor Actor por Hart's War em 2002.
- IFTA Awards: Melhor Actor em Filme (por votação do público) em 2003.
- MTV Movie Awards: Melhor Desempenho Trans-Atlântico em 2003.
- Teen Choice Awards: Melhor Actor em Filme por Daredevil e Phone Booth em 2003.
- Teen Choice Awards: Melhor Vilão em Filme por Daredevil em 2003.
- MTV Movie Awards, México: Melhor Actor em Filme por S.W.A.T. em 2004.
- Globo de Ouro de Melhor Actor (comédia ou musical) em cinema: em 2009 por In Bruges.
- Globo de Ouro de Melhor Actor (comédia ou musical) em cinema: em 2023 por The Banshees of Inisherin.
- Globo de Ouro de melhor ator em minissérie ou telefilme: em 2025 por The Penguin.
- Prêmio Critics' Choice de Melhor Ator em Série Limitada ou Filme Feito para a Televisão: em 2025 por The Penguin.
- Prémio Screen Actors Guild de melhor ator em minissérie ou telefilme: em 2025 por The Penguin.

### Nomeações
- Empire Awards: Melhor Actor por Minority Report em 2003.
- IFTA Awards: Melhor Actor em Filme por S.W.A.T. em 2003.
- IFTA Awards: Melhor Actor Secundário em Filme/TV por Intermission em 2003.
- MTV Movie Awards: Melhor Vilão por Daredevil em 2003.
- Teen Choice Awards: Melhor Estrela Masculina por The Recruit, Daredevil e Phone Booth em 2003.
- Prémios do Cinema Europeu: Melhor Actor por Intermission em 2004.
- IFTA Awards: Melhor Actor por A Home at the End of the World em 2004.
- Critics' Choice Awards: Melhor Actor por The Banshees of Inisherin em 2023.
- BAFTA: Melhor Actor por The Banshees of Inisherin em 2023.
- Oscar: Melhor Actor por The Banshees of Inisherin em 2023.